# De Ryckman de Betz

Wapen van familie de Ryckman de Betz

De Ryckman de Betz is een Brabantse patriciërsfamilie, van wie drie broers onder het Verenigd koninkrijk der Nederlanden in 1822 adelserkenning verkregen.
De  voornaamste vertegenwoordiger van de familie tijdens het ancien régime was Lambert Antoine Berthold du Ryckman (1747-1821), heer van Sint-Joris-Winge, Gempe, Craeywinckel en Geetbets, die trouwde met Marie-Barbara van der Veken. De drie zoons die adelsverheffing verkregen waren Charles, Jean en André.

## Karel de Ryckman
Charles Mathias Jean de Ryckman de Betz (Diest, 24 augustus 1784 - Leuven, 23 december 1837) trouwde met Marie-Thérèse Bauwens (1778-1845). Hij werd burgemeester van Bossut-Gottechain.
Ze hadden vier zoons en een dochter, getrouwd met generaal Jules Ablaÿ. De zoons hebben voor een uitgebreid nageslacht van naamdragers gezorgd. Een aantal onder hen heeft hoge ambten bekleed.
- Auguste de Ryckman (1811-1869), inspecteur van posterijen, provincieraadslid voor Brabant, trouwde met Emilie de Le Hoye (1807-1888). Ze hadden een enige zoon en bij zijn dood in 1898 doofde deze familietak uit.
- Felix de Ryckman (1813-1868), bankier, majoor van de Burgerwacht, gemeenteraadslid van Leuven, trouwde met Clémence de Terwangne (1883-1885). Hun enige zoon, Emile de Ryckman (1845-1882), getrouwd met Berthe de Dieudonné (1850-1945), had zes kinderen, wat niet kon verhinderen dat deze familietak in 1976 uitdoofde.
- Charles de Ryckman (1814-1889) trouwde met Camille Declippele (1819-1886). Ze kregen vijf kinderen, met nageslacht tot heden.
- Justin de Ryckman (1818-1886), procureur des Konings in Brugge, raadsheer bij het hof van beroep in Gent, trouwde met Emilie Morel (1829-1900). Ze kregen vijf kinderen, met nageslacht tot heden.

Pas in 1913 verkregen de nakomelingen, door verschillende vonnissen (rechtbanken van Brugge, Brussel en Leuven), het recht om hun naam officieel als "De Ryckman de Betz" te schrijven en vroegere akten van de burgerlijke stand in die zin te wijzigen.

## Jan de Ryckman
Jean Justin Lambert de Ryckman (Diest, 21 april 1790 - Leuven, 18 januari 1858) trouwde in 1812 in Leuven met Petronilla van der Beken-Pasteel (Leuven, 1790 - 8 april 1861). Ze hadden drie zoons en een dochter, maar geen verdere nakomelingen.
Jean-Justin werd plaatsvervangend lid van de Provinciale Staten van Zuid-Brabant en was burgemeester van Sint-Joris-Winge. Hij was ook luitenant van de Burgerwacht in Leuven.

## André de Ryckman de Winghe
André Corneille Jean de Ryckman (Diest, 29 augustus 1795 - Leuven, 1 maart 1869) trouwde in 1827 met burggravin Félicité de Spoelberch (1804-1884). Ze hadden twee dochters en een zoon, maar geen verdere nakomelingen-naamdragers.
Hij was provinciaal raadslid van Brabant (1841-1851) en Belgisch senator van 1851 tot 1859. Hij was ook burgemeester van Pellenberg (1827-1841).
Hun dochter Zoé (1828-1901) trouwde met Jules Roberti (1829-1911), notaris in een lange reeks Leuvense notarissen van vader op zoon, gemeenteraadslid van Leuven, provinciaal raadslid van Brabant en Belgisch senator. Familie die in de persoon van notaris Willem Roberti (1784-1858) in 1857 in de adelstand werd opgenomen en in 1961 in de persoon van notaris Jules Roberti de Winghe (toevoeging in 1933 toegestaan) een erfelijke baronstitel verwierf.